# Raffaella Carrà
Raffaella Carrà [raffaˈɛlla karˈra] (* 18. Juni 1943 als Raffaella Maria Roberta Pelloni in Bologna; † 5. Juli 2021 in Rom) war eine italienische Schauspielerin, Sängerin und Fernsehmoderatorin.
Nach einer internationalen Filmkarriere in den 1960er Jahren, zu der auch ein Gastspiel in Hollywood gehörte, wirkte Raffaella Carrà seit den 1970er Jahren in zahlreichen Ländern als Popsängerin und Showgirl. Ihren erfolgreichsten Titel hatte sie mit A far l’amore comincia tu, den sie in mehreren Sprachen interpretierte. Neben Erfolgen in Westeuropa trat die Künstlerin auch in Russland, Japan und Südamerika auf, wo sie ein großes Publikum fand. Seit den 1980er Jahren gehörte sie zu den beliebtesten und bestbezahlten Fernsehstars Italiens und hatte zudem eigene Fernsehsendungen im spanischen Fernsehen.

## Leben
Raffaella Carrà wuchs bei ihrer Mutter Iris und der Großmutter Andreina in Bellaria-Igea Marina auf, einer Kleinstadt in der Provinz Rimini, nachdem der Vater die Familie wegen einer anderen Frau verlassen hatte, als Raffaela ein Jahr alt war. Ihre Ausbildung begann im Alter von vier Jahren mit klassischem Ballettunterricht. Als Achtjährige zog sie mit der Familie nach Rom. Hier erhielt sie Gesangsunterricht und wechselte mit 15 zum modernen Tanz. Nachdem sie bereits 1952 in einer ersten Nebenrolle beim Film debütiert hatte, studierte sie Schauspiel am römischen Centro Sperimentale di Cinematografia und begann 1960 – noch unter dem Namen Raffaella Pelloni – die eigentliche Filmkarriere. Die meisten Filme dieser ersten Jahre sind dem Genre der in den 1960er-Jahren sehr erfolgreichen, aber wenig anspruchsvollen italienischen Sandalenfilme zuzurechnen. Es folgten internationale Produktionen, bei denen sie mit namhaften Schauspielern wie Jean Marais, Curd Jürgens, Maurice Chevalier, Michel Piccoli und Marcello Mastroianni zusammenarbeitete. Mit der Rolle der Gabriella im 1965 entstandenen Film Colonel von Ryans Express gelang ihr auch ein Hollywooderfolg. Unter der Regie von Mark Robson spielte sie in diesem Kriegsfilm an der Seite von Frank Sinatra, Edward Mulhare und Trevor Howard. Mitte der 1960er-Jahre wechselte Raffaella Carrà ins komödiantische Fach und war fortan überwiegend in Filmen der Commedia all’italiana zu sehen. Zu diesen Filmen gehörte auch die deutsch-italienische Koproduktion Warum hab’ ich bloß 2x ja gesagt?, bei der sie zusammen mit zahlreichen deutschsprachigen Künstlern wie Peter Weck, Edith Hancke, Fritz Muliar, Heinz Erhardt und Willy Millowitsch auftrat.
Raffaella Carràs erster Fernsehauftritt fand 1962 in einer Musiksendung des staatlichen italienischen Fernsehens RAI statt. Mitte der 1960er war sie in einer Fernsehserie die Partnerin von Domenico Modugno. In den Folgejahren stieg sie zu einer der beliebtesten Künstlerinnen Italiens auf. Mit Canzonissima, ihrer ersten eigenen Fernsehshow, erreichte sie von 1970 bis 1972 stets ein Millionenpublikum. Parallel erschien 1970 in Italien ihre erste Schallplatte Raffaella. 1974 folgte die Sendung Milleluci, mit der sie auch international erfolgreich wurde. In diesen Samstagabendshows moderierte sie und führte Interviews, agierte aber auch als Schauspielerin, tanzte und sang Schlager. Ihr erster großer Erfolg war das Lied Tuca Tuca, geschrieben von Gianni Boncompagni, mit dem Raffaella Carrà eine Zeit lang zusammenlebte. Neben der Fernseharbeit ging Raffaella Carrà auf ausgedehnte Tourneen durch Italien und gab zahlreiche Konzerte in Westeuropa, Russland, Kanada, Japan und Südamerika.
Einer ihrer größten internationalen Erfolge war das Lied A far l’amore comincia tu. Es erschien mit Puisque tu l’aimes, dis-le-lui eine französische und mit En el amor todo es empezar eine spanische Version. Die englischsprachige Fassung Do It, Do It Again war der einzige Hit von Raffaella Carrà in Großbritannien. Zudem gab es 1977 mit Tanze Samba mit mir auch eine deutschsprachige Version, gesungen von Tony Holiday. Durch Auftritte in Ilja Richters Disco, der Udo-Jürgens-Show und der Starparade erreichte Raffaella Carrà auch das deutsche Publikum. In den folgenden vier Jahren gastierte sie als Sängerin wiederholt in Argentinien vor Hunderttausenden von Zuhörern. Nachdem sie sich Anfang der 1980er-Jahre von Gianni Boncompagni getrennt hatte, lernte sie in Buenos Aires den Choreographen Sergio Japino kennen, mit dem sie seit 1982 in Italien zusammenlebte.
In Zusammenarbeit mit der Lotteria Italia erreichten die Fernsehshows Millemilioni 1980 und Fantastico 3 1982 Einschaltrekorde von mehr als 20 Millionen Zuschauern. 1983 gastierte sie mit dem Lied Soli sulla luna beim Sanremo-Festival, einer Veranstaltung, bei der sie 2001 auch durchs Programm führte. Von 1983 bis 1985 moderierte sie Pronto, Raffaella?, die erste Mittagsshow im italienischen Fernsehen. Es folgten die Fernsehsendungen Buonasera Raffaella 1985 und Domenica In 1987. Der Dreijahresvertrag der RAI mit Raffaella Carrà der Jahre 1984 bis 1987 garantierte der Künstlerin insgesamt 4,5 Milliarden Lire (umgerechnet etwa 125.000 Euro monatlich). Der damalige italienische Ministerpräsident Bettino Craxi forderte wegen der Höhe der Gage vergeblich die Aufhebung des Vertrages, worauf Raffaella Carrà mit der Aussage entgegnete: „Ich arbeite jeden Tag zehn Stunden, das ganze Land liebt meine Sendung, und keiner wird durch mich ärmer.“ Ende 1987 wechselte Raffaella Carrà mit einem Vertrag von über sieben Milliarden Lire zu Silvio Berlusconis Privatsender Canale 5. Hier liefen 1988 die Raffaella Carrà Show und 1989 Il principe azzurro. Anschließend kehrte sie zur staatlichen RAI zurück, wo sie zunächst Raffaella venerdì sabato e domenica – Ricomincio da Due und Week end con Raffaella moderierte, bevor sie zusammen mit Johnny Dorelli 1991 in Fantastico 12 auftrat. Von 1992 bis 1995 arbeitete sie beim spanischen Fernsehsender TVE, wo sie mit den Fernsehshows ¡Hola Raffaella!, A las 8 con Raffaella, und En casa con Raffaella ebenfalls ein Millionenpublikum erreichte. 1996 kehrte sie nach Italien zurück, wo sie bei der RAI bis 2002 die erfolgreiche Lotterieshow Carràmba che sorpresa moderierte, die Einschaltquoten bis zu 30 % erreichen konnte. Mit den Nachfolgesendungen Sogni (2004), und Amore (2006) knüpfte Italiens beliebtester weiblicher Fernsehstar an frühere Erfolge an. Im Jahre 2008 kehrte sie nach 2 Jahren wieder mit der erfolgreichen Lotterieshow Carramba che fortuna, diesmal erreichten die Einschaltquoten bis zu 37 %.
2011 kommentierte Carrà für das italienische Fernsehen die Übertragung des Eurovision Song Contest 2011 in Düsseldorf und gab im Finale die italienische Wertung durch. Im Rahmen des großen Comebacks Italiens, nach dreizehnjähriger Abwesenheit vom ESC, trat sie als Promoterin für die RAI, in Form von TV-Spots und zahlreichen Interviews für Fernsehen und Presse, in Erscheinung. Zuvor hatte sie schon aus Belgrad den Eurovision Song Contest 2008 für das spanische Fernsehen kommentiert und Sondersendungen zum Thema moderiert. 2013, 2014 und 2016 betreute sie als Mentorin („Coach“) das Team Carrà bei der Castingshow The Voice of Italy. Ihr Markenzeichen waren die Krawatten, die sie meist bei ihren Auftritten trug.
Raffaella Carrà war eng mit dem Monte Argentario verbunden, insbesondere mit Porto Santo Stefano, wo sie lange Zeit eine Residenz besaß. Die Villa in Cala Piccola war Inspirationsquelle für viele ihrer Sendungen. Raffaella Carrà erlag im Juli 2021 78-jährig einem Lungenkrebsleiden. Sie wurde auf dem städtischen Friedhof von Porto Santo Stefano beigesetzt.

## Trivia
Das Lied Pedro in der Version von Agatino Romero und Jaxomy wurde video-medial in Verbindung mit einem gleichnamigen, sich in einem Tunnelausschnitt kreisenden Waschbären in Anlehnung an die Zelebrierung des Charakters von Technomusik zu einem populären viralen Phänomen auf TikTok.

## Filmografie
- 1952: Tormento del passato, Regie: Mario Bonnard
- 1960: Il peccato degli anni verdi, Regie: Leopoldo Trieste
- 1960: Die Rache der Barbaren (La furia dei barbari), Regie: Guido Malatesta
- 1960: Die lange Nacht von 43 (La lunga notte del ’43)
- 1961: Maciste und die Königin der Nacht (Maciste l’uomo più forte del mondo)
- 1961: Maciste, der Sohn des Herkules (Maciste nella terra dei ciclopi)
- 1961: Cinque marines per cento ragazze, Regie: Mario Mattòli
- 1962: Pontius Pilatus – der Statthalter des Grauens (Ponzio Pilato)
- 1962: Herkules, der Sohn der Götter (Ulisse contro Ercole)
- 1962: Julius Cäsar, der Tyrann von Rom (Giulio Cesare, il conquistatore delle Gallie), Regie: Tanio Boccia
- 1962: Zorro, der schwarze Rächer (Cabalgando hacia la muerte)
- 1962: I Dongiovanni della Costa Azzurra, Regie: Vittorio Sala
- 1963: Die Peitsche im Genick (I compagni)
- 1963: Il terrorista, Regie: Gianfranco De Bosio
- 1964: Schräger Charme und tolle Chancen (La Chance et l’amour), Regie: Claude Berri
- 1965: Colonel von Ryans Express (Von Ryan’s Express)
- 1965: La celestina P… R…, Regie: Carlo Lizzani
- 1965: Lo stagno del diavolo, Regie: Guglielmo Morandi
- 1966: Il vostro superagente Flit, Regie: Mariano Laurenti
- 1966: Tennisschläger und Kanonen (I Spy)
- 1966: Rote Rosen für Angelika (Rose rosse per Angelica), Regie: Stefano Vanzina
- 1966: Der Lord mit der MP (Le Saint prend l’affût)
- 1967: Tutto per Bene, Regie: Anton Giulio Majano
- 1967: Del vento tra i rami del sassofrasso, Regie: Sandro Bolchi (Fernsehfilm)
- 1968: Processo di Famiglia, Regie: José Quaglio
- 1969: Höllenkommando (Comando al infierno), Regie: José Luis Merino
- 1969: Warum hab’ ich bloß 2x ja gesagt?
- 1970: Il caso “Venere privata”, Regie: Yves Boisset
- 1972: Il Sorriso della Gioconda, Regie: Enrico Colosimo
- 1983: F.F.S.S. Cioè che mi hai portato a fare sopra Posillipo se non mi vuoi più bene?, Regie: Renzo Arbore

## Diskografie(Auswahl)

### Alben
- 1971: Raffaella
- 1971: Raffaella Carrà
- 1972: Raffaella Senzarespiro
- 1973: Scatola a sorpresa
- 1974: Felicità tà tà
- 1974: Milleluci
- 1976: Forte forte forte
- 1976: Raffaella Carra (en castellano)
- 1977: A far l’amore comincia tu (in Deutschland als Liebelei erschienen)
- 1977: Fiesta
- 1978: Raffaella
- 1979: Applauso
- 1980: Mi spendo tutto
- 1980: Latino (nur in USA veröffentlicht)
- 1981: Raffaella Carra (span. LP)
- 1982: Raffaella Carrà ’82
- 1983: Fatalità
- 1984: Bolero
- 1984: Dolce far niente (canta en español)
- 1984: Raffaella Carrá (span. LP)
- 1985: Fidati
- 1986: Curiosità (12″ Mini-LP)
- 1988: Raffaella
- 1990: Inviato speciale
- 1991: Raffaella Carrà
- 1993: hola raffaella (span. LP + CD)
- 1996: Fiesta – Grandes Exitos
- 1996: Carràmba che rumba!
- 2013: Replay – The Album
- 2018: Ogni volta che è Natale

### Singles (Auswahl)
- 1975: 53 53 456
- 1977: A far l’amore comincia tu (IT: Gold (2024) )
- 1978: Tanti auguri (IT: Gold (2021) )
- 1978: Do It Do It Again
- 1980: Pedro (IT: Platin (2024) )
- 1982: Ballo Ballo (IT: Gold (2023) )
- 2011: Far l’amore (mit Bob Sinclar)
- 2024: Pedro (mit Jaxomy & Agatino Romero)

## Auszeichnungen für Musikverkäufe
| Goldene Schallplatte - Dänemark - 2024: für die Single Pedro - Kanada - 1976: für die Single 53 53 456 - 2024: für die Single Pedro - Portugal - 2024: für die Single Pedro | Platin-Schallplatte - Belgien - 2024: für die Single Pedro - Norwegen - 2025: für die Single Pedro - Spanien - 2024: für die Single Pedro 3× Platin-Schallplatte - Polen - 2024: für die Single Pedro 5× Platin-Schallplatte - Ungarn - 2025: für die Single Pedro |

Anmerkung: Auszeichnungen in Ländern aus den Charttabellen bzw. Chartboxen sind in ebendiesen zu finden.
| Land/RegionAuszeichnungen für Musikverkäufe (Land/Region, Auszeichnungen, Verkäufe, Quellen) | Gold       | Platin       | Verkäufe | Quellen             |
| -------------------------------------------------------------------------------------------- | ---------- | ------------ | -------- | ------------------- |
| Belgien (BRMA)                                                                               | —          | Platin1      | 40.000   | ultratop.be         |
| Dänemark (IFPI)                                                                              | Gold1      | —            | 45.000   | ifpi.dk             |
| Deutschland (BVMI)                                                                           | Gold1      | —            | 300.000  | musikindustrie.de   |
| Italien (FIMI)                                                                               | 5× Gold5   | 2× Platin2   | 340.000  | fimi.it             |
| Kanada (MC)                                                                                  | 2× Gold2   | —            | 115.000  | musiccanada.com     |
| Norwegen (IFPI)                                                                              | —          | Platin1      | 60.000   | ifpi.no             |
| Österreich (IFPI)                                                                            | —          | Platin1      | 30.000   | ifpi.at             |
| Polen (ZPAV)                                                                                 | —          | 4× Platin4   | 200.000  | olis.pl             |
| Portugal (AFP)                                                                               | Gold1      | —            | 5.000    | Einzelnachweise     |
| Schweiz (IFPI)                                                                               | Gold1      | —            | 15.000   | hitparade.ch        |
| Spanien (Promusicae)                                                                         | —          | Platin1      | 60.000   | elportaldemusica.es |
| Ungarn (MAHASZ)                                                                              | —          | 5× Platin5   | 20.000   | slagerlistak.hu     |
| Insgesamt                                                                                    | 11× Gold11 | 15× Platin15 |          |                     |